# 7064 Montesquieu
7064 Montesquieu è un asteroide della fascia principale. Scoperto nel 1992, presenta un'orbita caratterizzata da un semiasse maggiore pari a 3,1502248 UA e da un'eccentricità di 0,1404992, inclinata di 0,55239° rispetto all'eclittica.
È dedicato al filosofo francese Montesquieu.